# Audea fatua
Audea fatua là một loài bướm đêm trong họ Erebidae.